# 단양군 (중국)
단양군(丹楊郡, 丹陽郡, 丹揚郡)은 중국의 옛 군이다. 첫 이름은 장군(鄣郡) 혹은 고장군(故鄣郡)이었다.

## 진
진나라 통일 당시의 36군은 아니지만 그 후에 설치된 것으로 보인다.

## 전한
초한전쟁기에는 항우의 봉토인 서초의 9군 중 하나였을 것으로 추측된다. 고제 5년(기원전 202년) 서초가 멸망하면서 전한의 제후국인 초나라에 속했고, 고제 6년(기원전 201년) 초왕 한신의 모반 의혹으로 한신을 회음후로 격하시킨 후 초나라를 초나라와 형나라로 분할하면서 형나라와 그 후신인 오나라의 지군이 됐다. 오초칠국의 난 이후 오나라를 폐지했으나, 장군만은 오나라의 후신인 강도나라의 지군으로 그대로 남았다. 원수 2년(기원전 121년) 강도왕 유건이 죄를 지어 강도나라가 폐지되면서 한나라의 직할지로 바뀌고 이름도 단양군으로 고쳤다. 강도나라의 내사지에 광릉나라가 들어선 후에도 단양군은 한나라의 직할지로 남았다.
양주에 속하였으며, 원시 2년(2년)의 인구조사에 따르면 호구 107,541호, 인구 405,171명이었다. 아래의 속현 목록은 《한서》지리지의 내용이다. 원연·수화 연간(기원전 8년 무렵)의 현황으로 여겨지며, 총 17현이다. 일반적으로 첫 현이 치소로 여겨진다. 동관(銅官)이 있었다.
| 현명   | 한자   | 대략적 위치                                  | 비고 |
| ------ | ------ | -------------------------------------------- | --- |
| 완릉현 | 宛陵縣 | 쉬안청시 쉬안저우구                          | 팽택취(彭澤聚)가 남서쪽에 있고, 청수(淸水)가 북서에서 무호(蕪湖)에 이르러 강수로 들어간다.                                |
| 어잠현 | 於朁縣 | 항저우시 린안구 어잠진(於潛鎭)               | |
| 강승현 | 江乘縣 | 난징시 치샤구 용담가도(龍潭街道) 장강남안    | |
| 춘곡현 | 春穀縣 | 우후시 판창현 횡산촌(橫山村) 일대            | |
| 말릉현 | 秣陵縣 | 난징시 장닝구 말릉가도(秣陵街道)             | |
| 고장현 | 故鄣縣 | 후저우시 창싱현 사안진(泗安鎭) 사안저수지 내 | |
| 구용현 | 句容縣 | 전장시 쥐룽시                                | |
| 경현   | 涇縣   | 쉬안청시 징현                                | 위소에 따르면 경수(涇水)가 무호에서 나온다.                                                                               |
| 단양현 | 丹陽縣 | 마안산시 보왕구 단양진(丹陽鎭) 북            | |
| 석성현 | 石城縣 | 츠저우시 구이츠구 우두산진(牛頭山鎭) 일대    | 분강수(分江水)가 강수에서 갈려나와 동으로 여요에 이르러 바다로 들어가니, 두 군을 지나 1200리를 간다.                      |
| 호숙현 | 胡孰縣 | 난징시 장닝구 남동 호숙가도(湖熟街道)        | |
| 능양현 | 陵陽縣 | 츠저우시 칭양현 남 능양진(陵阳镇)            | 상흠(桑欽)에 따르면 회수(淮水)가 남동에서 나와서 북으로 강수로 들어간다.                                                  |
| 무호현 | 蕪湖縣 | 우후시 주장구 동                             | 중강(中江)이 남서에서 나와서 동으로 양선에 이르러 바다로 들어가니, 양주천(揚州川)이다.                                    |
| 이현   | 黝縣   | 황산시 이현 동                               | 점강수(漸江水)가 남만이(南蠻夷) 중에서 나와서 동으로 바다로 들어간다. 성제가 홍가 2년(기원전 19년)에 광덕나라로 만들었다. |
| 율양현 | 溧陽縣 | 창저우시 리양시 구현촌(舊縣村)               | |
| 흡현   | 歙縣   | 황산시 서현 휘주고성                         | 도위가 다스린다. |
| 선성현 | 宣城縣 | 쉬안청시 쉬안저우구 서                       | |

## 신
다음 현의 이름을 고쳤다.
| 전한 | 신         |
| ---- | ---------- |
| 완릉 | 무완(無宛) |
| 강승 | 상무(相武) |
| 말릉 | 선정(宣亭) |
| 고장 | 후망(候望) |
| 이   | 삭로(愬虜) |

## 후한
16현 136,518호 630,545명을 거느렸다. 후한말 주흔이 본군의 태수를 지냈다. 그러나 원술의 명을 받은 오경이 그를 침공했다. 이후 주흔이 왕랑과 함께 손책과 싸우다 전사하자(강동 평정) 단양군은 손책의 땅이 되었고 오경이 단양군의 태수가 되었다. 208년(후한 헌제 건안 13년) 흡현, 이현 일대에서 반란이 일어나자 위무중랑장 하제가 이를 진압했다. 그리고 군의 남부지방이 신도군(新都郡)으로 분리되었고 하제는 그 군의 태수가 되었다. 212년 손권이 말릉현을 건업현으로 바꾸고, 건업을 자신의 수도로 삼았으나, 손권이 형주 공방전, 이릉대전등 형주에 자리잡았던 유비를 격파하기 위해 강하군일대로 이동하면서 수도에서 벗어나게 되었다.
| 현명     | 한자     | 대략적 위치                                  | 비고 |
| -------- | -------- | -------------------------------------------- | --- |
| 완릉현   | 宛陵縣   | 쉬안청시 쉬안저우구                          | |
| 율양현   | 溧陽縣   | 난징시 가오춘구 고성진(固城鎭)               | 30년(후한 광무제 건무 6년) 지금의 위치로 옮겨졌다. |
| 단양현   | 丹陽縣   | 마안산시 보왕구 단양진(丹陽鎭) 북            | |
| 고장현   | 故鄣縣   | 후저우시 창싱현 사안진(泗安鎭) 사안저수지 내 | 진나라 장군(鄣郡)의 치소였다고 한다. 《오흥기》에 따르면 185년(후한 영제 중평 2년) 고장현 남쪽에서 안길현과 원향현이 신설되었다고 한다. |
| 어잠현   | 於潛縣   | 항저우시 린안구 어잠진(於潛鎭)               | |
| 경현     | 涇縣     | 쉬안청시 징현                                | 무호에서 단양태수를 자칭했던 태사자가 손책의 공격을 피해 경현으로 도주하여 세력을 구축했다. 하지만 얼마 못가 손책이 태사자를 생포하면서 손책의 땅이 되었다. 216년(후한 헌제 건안 21년) 파양사람 우돌이 반란을 일으키자 본현 주민들이 능양, 시안 2현 주민과 함께 우돌에 가담했다. 그러나 하제가 우돌을 참수하자 하제에게 투항했다. |
| 흡현     | 歙縣     | 황산시 서현 휘주고성                         | 208년 반란이 일어나자 위무중랑장 하제가 흡현, 이현의 반란을 진압하고, 흡현에서 시신현, 휴양현, 신정현, 여양현의 4개현이 신설되었다. 그리고 이현과 신설된 4현과 함께 신도군으로 분리되었다. |
| 이현     | 黝縣     | 황산시 이현                                  | 208년 반란이 일어나자 위무중랑장 하제가 흡현, 이현의 반란을 진압했다. 그리고 흡현, 흡현서 신설된 4현과 함께 신도군으로 분리되었다. |
| 능양현   | 陵陽縣   | 츠저우시 칭양현 능양진(陵陽鎭)               | 216년 파양사람 우돌이 반란을 일으키자 본현 주민들이 경현, 시안 2현 주민과 함께 우돌에게 가담했다. 그러나 하제가 우돌을 참수하자 하제에게 투항했다. |
| 무호현   | 蕪湖縣   | 우후시 주장구 동                             | 태사자가 본현 산간지대로 도망가 산속을 떠돌며 단양태수를 자칭했다. 손책이 경현 서쪽 6개현을 제외한 군 대부분을 점령하자 태사자는 경현으로 도주했다. |
| 말릉현   | 秣陵縣   | 난징시 장닝구 말릉가도(秣陵街道)             | 212년(후한 헌제 건안 17년) 석두성을 쌓은 손권이 말릉현을 폐지하고 지금의 난징고성일대에 건업현(建業縣)을 두었다. 형주 공방전이전까지 손권 세력의 중심지가 되었다. |
| 호숙후국 | 湖熟候國 | 난징시 장닝구 남동 호숙가도(湖熟街道)        | |
| 구용현   | 句容縣   | 전장시 쥐룽시                                | |
| 강승현   | 江乘縣   | 난징시 치샤구 용담가도(龍潭街道) 장강남안    | |
| 춘곡현   | 春穀縣   | 우한시 판창현 횡산촌(橫山村) 일대            | 손책이 형주일대를 공략하기 직전 주유가 그에 의해 춘곡현장을 지내기도 했다. |
| 석성현   | 石城縣   | 츠저우시 구이츠구 동산진(銅山鎭) 서북 일대   | |
| 시신현   | 始新縣   | 항저우시 춘안현 배령진(排岭鎭).              | 208년 하제가 흡현을 평정하고 신설한 4개 현중 하나이다. 현재 천도호(千島湖)에 수몰되었다. |
| 휴양현   | 休陽縣   | 황산시 슈닝현 천호촌(川湖村)                 | 208년 하제가 흡현을 평정하고 신설한 4개 현중 하나이다. |
| 신정현   | 新定縣   | 항저우시 춘안현 강가진(姜家鎭) 동            | 208년 하제가 흡현을 평정하고 신설한 4개 현중 하나이다. |
| 여양현   | 黎陽縣   | 황산시 툰시구 여양진(黎陽鎭)                 | 208년 하제가 흡현을 평정하고 신설한 4개 현중 하나이다. |
| 안길현   | 安吉縣   | 후저우시 안지현 효풍진(孝豐鎭)               | 185년 고장현 남쪽에서 신설되었다. |
| 원향현   | 原鄕縣   | 후저우시 창싱현 사안진(泗安鎭)               | 185년 고장현 남쪽에서 신설되었다. |
| 영국현   | 寧國縣   | 쉬안청시 닝궈시 남 천무촌(千亩村)일대        | 208년 신설되었다. |

## 손오
손권이 오나라의 수도를 단양군 말릉현의 일부였던 건업에 두었다. 이릉대전시기 일시적으로 손씨군벌의 수도가 강하군 무창으로 옮겨져서 건업은 수도의 자리를 잃었으나 이릉대전이후 손씨군벌이 이곳을 수도로 삼으면서 다시 수도의 위상을 되찾았다. 258년(영안 원년) 지금의 쉬안청 시, 마안산 시 일대가 고장군으로 분리되었고 266년(보정 원년) 오군과 인접한 지역이 오흥군으로 이관되면서 군역이 촉소되었다. 하지만 264년 고장군이 폐지되고 그 속현들이 다시 본군으로 돌아오면서 군역이 재확장되었다.
| 현명         | 한자         | 대략적 위치                                   | 비고 |
| ------------ | ------------ | --------------------------------------------- | --- |
| 건업현       | 建業縣       | 난징시 난징고성                               | 손오가 수도로 삼은 이래 동진, 유송, 남제, 남량, 남진까지 강남에 근거한 왕조의 수도가 되었다.                                                                 |
| 단양현       | 丹陽縣       | 마안산시 보왕구 단양진(丹陽鎭) 북             | 소단양(小丹陽)이라고 불렸다. |
| 구용현       | 句容縣       | 전장시 쥐룽시                                 | |
| 무호국       | 蕪湖國       | 우후시 징후구 서 경호가도(鏡湖街道) 일대      | 222년(오 대제 황무 원년) 무호현의 치소가 약간 동쪽으로 옮겨졌다.                                                                                             |
| 우호독농교위 | 于湖督農校尉 | 마안산시 당투현                               | 281년 우호독농교위가 폐지되고 우호현이 설치되었다. |
| 호숙전농도위 | 湖熟典農都尉 | 난징시 장닝구 남동 호숙가도(湖熟街道)         | 손오가 건국된 뒤부터 멸망할때까지 전농교위가 설치되었다. |
| 강승전농도위 | 江乘典農都尉 | 난징시 치샤구 용담가도(龍潭街道) 장강남안     | 손오가 건국된 뒤부터 멸망할때까지 전농교위가 설치되었다. |
| 율양둔전도위 | 溧陽屯田都尉 | 난징시 가오춘구 고성진(固城鎭)                | 219년(건안 24년)부터 237년(가화 6년)에 후국을 두었으며 222년부터 280년까지 둔전교위가 있었다.                                                                |
| 영평현       | 永平縣       | 리양 시 천목호진(天目湖镇) 고현촌(古县村)     | 손오대에 신설된 것으로 보인다. 252년부터 6년동안 후국으로 격상되었다. 258년부터 6년동안 현으로 있었다가 264년다시 후국으로 격상되었다.                       |
| 완릉현       | 宛陵縣       | 쉬안청시 쉬안저우구                           | 253년(건흥 2년)까지 후국으로 격상된 상태로 단양군에 소속되어있었다. 동년에 현으로 격하되었고 258년부터 264년까지 고장군에 소속되었다.                        |
| 춘곡현       | 春穀縣       | 우한시 판창현 횡산촌(橫山村) 일대             | 258년부터 264년까지 고장군에 소속되었다. |
| 원향현       | 原鄕縣       | 후저우시 창싱현 사안진(泗安鎭)                | 258년부터 264년까지 고장군에 소속되었다. 266년 오흥군으로 이관되었다.                                                                                        |
| 선성현       | 宣城縣       | 우후시 난링현 익강진(弋江鎭) 토지호(土地湖)   | 전한대 폐지되었다가 손오대에 복구되었다. 258년부터 264년까지 고장군에 소속되었다.                                                                            |
| 영국현       | 寧國縣       | 쉬안청시 닝궈시 남 천무촌(千亩村)일대         | 258년부터 264년까지 고장군에 소속되었다. |
| 광덕현       | 廣德縣       | 쉬안청시 광더현 화고향남 왕촌(汪村)일대       | 손오대에 신설되었다. 258년부터 264년까지 고장군에 소속되었다.                                                                                                |
| 회안현       | 懷安縣       | 쉬안청 시 닝궈 시 영돈진(宁墩镇)              | 손오대에 신설되었다. 258년부터 264년까지 고장군에 소속되었다.                                                                                                |
| 어잠현       | 於潛縣       | 항저우시 린안구 어잠진(於潛鎭)                | 226년(황무 5년)에 동안군으로 이관시켰으나 동안군이 2년만에 폐지되어 본군으로 돌아왔다. 258년부터 264년까지 고장군에 소속되었다. 266년 오흥군으로 이관되었다. |
| 경현         | 涇縣         | 쉬안청시 징현                                 | 258년부터 264년까지 고장군에 소속되었다. |
| 석성현       | 石城縣       | 츠저우시 구이츠구 동산진(銅山鎭) 서북 일대    | 223년부터 252년까지 후국으로 격상되었다. 현으로 격하된 뒤 258년부터 264년 고장군에 소속되었다.                                                               |
| 안오현       | 安吳縣       | 쉬안청 시 징 현 황촌진(黄村镇) 안오촌(安吴村) | 손오대에 신설되었다. |
| 임성현       | 臨城縣       | 츠저우시 칭양현 용성진(蓉城鎭) 남             | 후한말기에 신설된 것으로 보인다. 임천군에 소속되었다가 임천군이 폐지된 후 단양군으로 귀속했다. 258년부터 264년까지 고장군에 소속되었다.                      |
| 능양국       | 陵陽國       | 츠저우시 칭양현 능양진(陵陽鎭)                | 219년부터 후국으로 격상되었다. |
| 고장현       | 故鄣縣       | 후저우시 창싱현 사안진(泗安鎭) 사안저수지 내  | 266년 오흥군으로 이관되었다. |
| 안길현       | 安吉縣       | 후저우시 안지현 효풍진(孝豐鎭)                | 266년 오흥군으로 이관되었다. |

| 분리이전 | 분리이전 | 분리이후 | 분리이후 |
| -------- | --- | -------- | --- |
| 단양군   | 건업현, 단양현, 구용현, 무호국, 호숙전농교위, 강승전농교위, 율양둔전교위, 영평현, 완릉현, 춘곡현, 원향현, 선성현, 영국현, 광덕현, 회안현, 어잠현, 경현, 석성현, 안오현, 임성현, 능양국, 고장현, 안길현 | 단양군   | 건업현, 단양현, 구용현, 무호국, 호숙전농교위, 강승전농교위, 율양둔전교위, 영평현,                                    |
| 단양군   | 건업현, 단양현, 구용현, 무호국, 호숙전농교위, 강승전농교위, 율양둔전교위, 영평현, 완릉현, 춘곡현, 원향현, 선성현, 영국현, 광덕현, 회안현, 어잠현, 경현, 석성현, 안오현, 임성현, 능양국, 고장현, 안길현 | 고장군   | 완릉현, 춘곡현, 원향현, 선성현, 영국현, 광덕현, 회안현, 어잠현, 경현, 석성현, 안오현, 임성현, 능양국, 안길현, 고장국 |
| 단양군   | 건업현, 단양현, 구용현, 무호국, 호숙전농교위, 강승전농교위, 율양둔전교위, 영평현, 완릉현, 춘곡현, 원향현, 선성현, 영국현, 광덕현, 회안현, 어잠현, 경현, 석성현, 안오현, 임성현, 능양국, 고장현, 안길현 | 오흥군   | 고장현, 어잠현, 안길현, 원향현                                                                                       |

## 진
280년(서진 무제 태강 원년) 서진이 오나라를 정복한 뒤 진나라의 땅이 되었고, 양주자사의 치소가 건업으로 옮겨졌다.  281년(서진 무제 태강 2년)에 과거 고장군에 속했던 단양군의 남부지방이 선성군으로 분리되었다. 서진대 단양군은 11현 51,500호를 거느렸다.이후 사마안이 오왕으로 책봉되었을 때 오군, 오흥군과 함께 오왕의 영지로 선정되었다. 317년(동진 원제 건무 원년) 서진이 멸망하고 동진이 들어서면서 진나라의 수도가 되었다. 그리고 318년(동진 원제 태흥 원년) 단양군이 단양윤(丹陽尹)으로 승격되었다. 326년(진 성제 함화 원년) 단양군, 선성군 경계지역에 정착한 회남군주민들을 통치하기 위해 회남군이 그 일대에서 교치되면서 우호현, 무호현이 회남군으로 이관되었다.
| 현명   | 한자   | 대략적 위치                               | 비고 |
| ------ | ------ | ----------------------------------------- | --- |
| 건업현 | 建鄴縣 | 난징시 구러우구 난징고성                  | 280년 건업현을 폐지하고 말릉현을 다시 설치했다. 282년(서진 무제 태강 3년) 말릉현 북부지방에 본현이 신설되었다. 313년(진 민제 건흥 원년), 민제 이름으로 인해 건업현에서 건강현(建康縣)으로 개명되었다. |
| 강녕현 | 江寧縣 | 난징시 장닝구 강녕가도(江寧街道)          | 본래 280년 신설된 임강현(臨江縣)이다. 281년 지금의 이름으로 개명되었다. |
| 단양현 | 丹楊縣 | 마안산시 보왕구 단양진(丹陽鎭) 북         | 현 서쪽에 단양산(丹楊山)이 있는데, 그 산에 붉은 버들(赤柳)이 많다. |
| 우호현 | 于湖縣 | 마안산시 당투현                           | 281년 단양현에서 분리신설되었는데, 본래 오나라 전농교위의 치소였다고 한다. 동진대 회남군이 장강남쪽에서 교치되었을 때 회남군으로 이관되었다. 326년 회남군으로 이관되었다.                             |
| 무호현 | 蕪湖縣 | 우후시 징후구 서 경호가도(鏡湖街道) 일대  | 영가의 난시기 상당군의 주민들이 본현일대에 정착했다. 374년(동진 효무제 영강 2년) 상당군이 교치되면서 상당군으로 이관되었고, 무호현이 폐지되고 양원현(襄垣縣)으로 개명되었다.                          |
| 영세현 | 永世縣 | 창저우시 리양시 고현촌(古縣村) 동남       | 280년 영평현(永平縣)에서 지금의 이름으로 개명되었다. 304년(진 혜제 영흥 원년) 잠시 의흥군으로 분리되었다 단양군으로 편입되었다.                                                                       |
| 율양현 | 溧陽縣 | 난징시 가오춘구 고성진(固城鎭)            | 280년 율양둔전도위(溧陽屯田都尉)가 폐지되고 율양현이 설치되었다. 율수(溧水)가 흐른다. |
| 강승현 | 江乘縣 | 난징시 치샤구 용담가도(龍潭街道) 장강남안 | 280년 강승전농도위(江乘典農都尉)가 폐지되고 강승현이 설치되었다. |
| 구용현 | 句容縣 | 전장시 쥐룽시                             | 현내에 모산(茅山)이 있었다. |
| 호숙현 | 湖熟縣 | 난징시 장닝구 남동 호숙가도(湖熟街道)     | 280년 호숙전농도위(湖熟典農都尉)가 폐지되고 호숙현이 설치되었다. |
| 말릉현 | 秣陵縣 | 난징시 장닝구 말릉가도(秣陵街道)          | 280년 건업현이 폐지되면서 재설치되었다. |

## 송, 제
8현 41,010호 237,341명을 거느렸다.남제의 경우 《남제서》 주군지에서 단양윤이 아닌 단양군으로 나오는 것으로 보아 단양군을 통치하는 관료가 태수로 강등된 것으로 보인다.
| 현명   | 한자   | 대략적 위치                                                 | 민정       | 비고 |
| ------ | ------ | ----------------------------------------------------------- | ---------- | --- |
| 건강현 | 建康縣 | 난징시 구러우구 난징고성                                    | 현령(縣令) | |
| 말릉현 | 秣陵縣 | 난징시 장닝구 말릉가도(秣陵街道) → 난징시 구러우구 난징고성 | 현령(縣令) | 413년(진 안제 의희 9년) 치소가 건강성으로 옮겨졌고, 옛 치소는 고치촌(故治村)으로 불리게 되었다. 419년(동진 공제 원희 원년)에 이곳에 있었던 양주부금방참군(揚州府禁防參軍)을 폐했고 치소를 그 참군이 있던 곳으로 옮겼다. 투장(鬥場)이 있다. |
| 단양현 | 丹陽縣 | 마안산시 보왕구 단양진(丹陽鎭) 북                           | 현령(縣令) | |
| 강녕현 | 江寗縣 | 난징시 장닝구 강녕가도(江寧街道)                            | 현령(縣令) | |
| 영세현 | 永世縣 | 창저우시 리양시 고현촌(古縣村) 동남                         | 현령(縣令) | |
| 율양현 | 溧陽縣 | 난징시 가오춘구 고성진(固城鎭)                              | 현령(縣令) | |
| 호숙현 | 湖熟縣 | 난징시 장닝구 남동 호숙가도(湖熟街道)                       | 현령(縣令) | |
| 구용현 | 句容縣 | 전장시 쥐룽시                                               | 현령(縣令) | |

## 남량~수
수나라가 진을 멸망시킨 뒤 군명을 단양군(彤陽郡)으로 개명했다. 3현 24,125호를 두었다.
| 현명   | 한자   | 대략적 위치     | 비고 |
| ------ | ------ | --------------- | --- |
| 강녕현 | 江寗縣 | 난징시          | 양나라에서 남단양군(南丹陽郡)을 신설했는데, 진나라가 이를 폐지했다. 진나라를 폐한 뒤 말릉현, 건강현, 동하현의 3개현을 통폐합했다. 대업초기 단양군이라고 했다. 장산(蔣山)이 있다. |
| 당도현 | 當塗縣 | 마안산시 당투현 | 본래 회남군에 소속되어있었다. 진나라 멸망이후 회남군을 폐하고 양원현, 어호현(於湖縣), 번창현(繁昌縣), 서향현을 통폐합했다. 천문산(天門山)과 초산(楚山)이 있다.                   |
| 율수현 | 溧水縣 | 난징시 리수이구 | 589년(개황 9년) 율양현을 폐지했다가 598년(개황 18년)에 율수현으로 복구했다. 자산(赭山)、노산(廬山), 초산(楚山)이 있다.                                                           |

## 군수·태수

### 전한
- 장송(6년 당시)

### 동오
- 제갈각